# 1909 Алехін
1909 Алехін (1972 RW2, 1926 GU, 1930 KF, 1930 KM, 1934 NZ, 1934 OC, 1941 FJ, 1960 FD, 1969 UU, 1971 DL, 1909 Alekhin) — астероїд головного поясу, відкритий 4 вересня 1972 року.
Тіссеранів параметр щодо Юпітера — 3,476.